# Stadsfogde
Stadsfogde var fram till år 1965 enligt utsökningslagen utmätningsman i stad och var alltså föregångare till dagens svenska  kronofogdemyndighet. Alla städer hade dock inte stadsfogdar, utan en del hade istället landsfiskaler. Stadsfogdarna avskaffades den 1 januari 1965, och deras verksamhet överfördes till kronofogdarna i de nybildade kronofogdedistrikten.